# Lincoln Park (Chicago)
Lincoln Park es un área comunitaria en el lado norte (North Side) de Chicago, Illinois, Estados Unidos. Ubicado al oeste de Lincoln Park, el parque más grande de Chicago, es uno de los barrios más prósperos de la ciudad. 

## Historia
En 1824 el Ejército de los Estados Unidos construyó un pequeño puesto cerca de la actual Clybourn Avenue y Armitage Avenue (antes Center Street). Existían asentamientos indígenas a lo largo de Green Bay Trail, ahora llamada Clark Street (llamada así por George Rogers Clark), en la intersección actual de Halsted Street y Fullerton Avenue. Antes de que Green Bay Trail se convirtiera en Clark Street, se extendía hasta Green Bay, Wisconsin, incluida Sheridan Road, y formaba parte de lo que todavía es Green Bay Road en el condado de Milwaukee, Wisconsin.
En 1836 la tierra desde el norte hasta Fullerton y desde el lago hasta Halsted era relativamente barata, costando 150 dólares por acre (370 dólares la hectárea) (precios de 1836, no ajustados por inflación). Debido a que el área se consideraba remota, un hospital de viruela y el cementerio de la ciudad se ubicaron en Lincoln Park hasta la década de 1860.
En 1837 Chicago se incorporó como ciudad y North Avenue (al sur del barrio actual de Lincoln Park) se estableció como el límite norte de la ciudad. Los asentamientos aumentaron a lo largo de Green Bay Trail cuando el gobierno ofreció reclamos de tierras y se amplió Green Bay Road. El área al norte de Chicago, incluido el actual Lincoln Park, finalmente se incorporó como Lake View. No obstante, la ciudad poseía grandes extensiones de tierra al norte de North Avenue, incluido lo que ahora es el parque. El municipio se anexó a Chicago en 1889. El zoológico de Lincoln Park se inauguró en 1868.
En el período posterior a la Guerra Civil, el área alrededor de Southport y Clybourn se convirtió en el hogar de una comunidad de inmigrantes casubios. El actual edificio  de la iglesia de estilo neorrománico se completó en 1902.

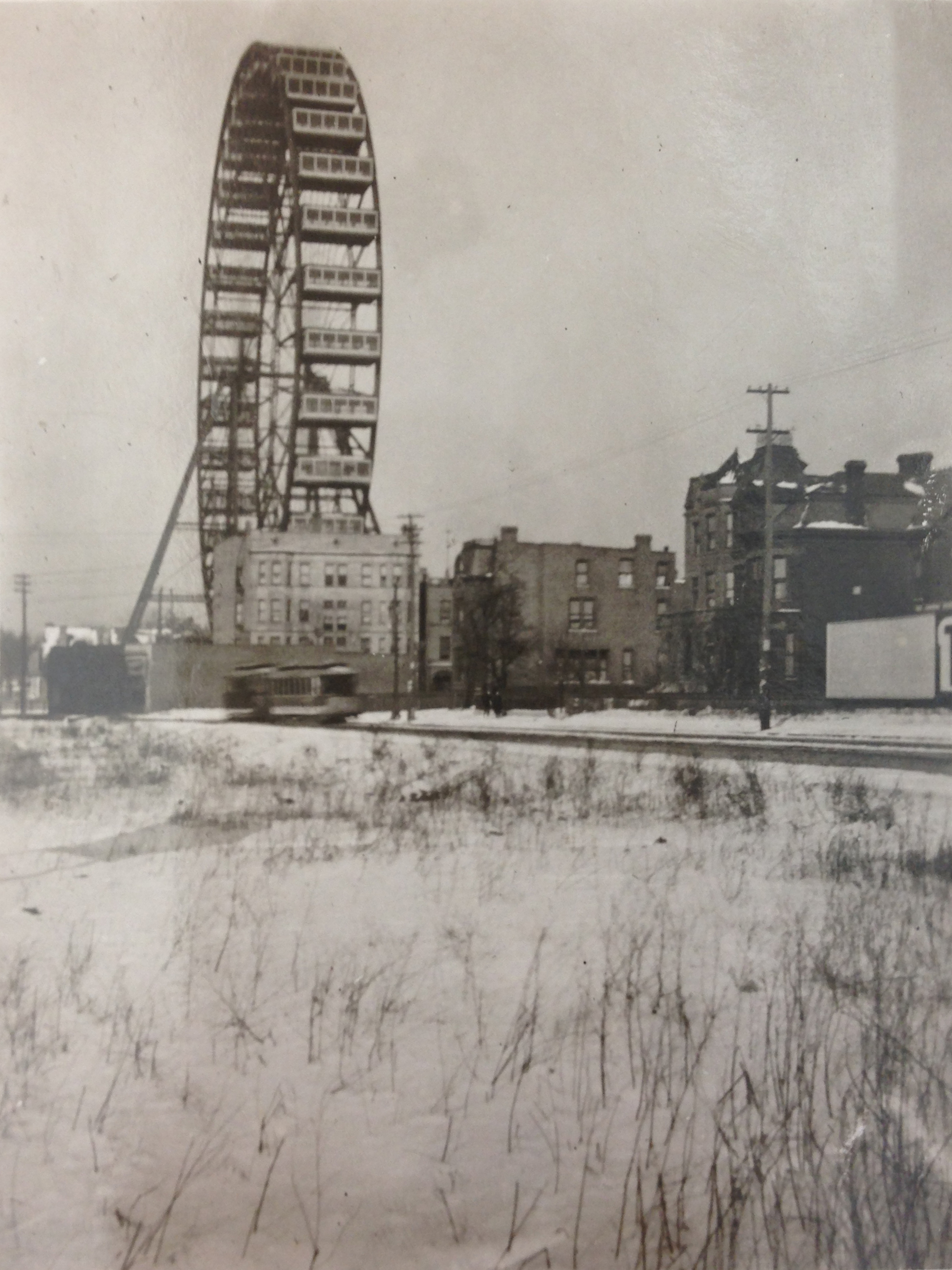
La original rueda Ferris después de la Exposición Mundial Colombina en 1893.

De 1896 a 1903 la rueda Ferris estaba ubicada en un pequeño parque de atracciones cerca de la calle Clark Norte y la avenida Wrightwood; el sitio estaba entre 2619 y 2665 de la calle Clark Norte, que ahora es la ubicación de un McDonald's y un edificio residencial de gran altura. El 14 de febrero de 1929 ocurrió la matanza de San Valentín, en la que siete miembros de la mafia  y un mecánico fueron asesinados a tiros en un garaje de automóviles en 2122 de la calle Clark Norte.
Durante la Gran Depresión muchos edificios en Lincoln Park se deterioraron. En 1954 se fundó la Asociación para la Conservación de Lincoln Park para prevenir el deterioro de las viviendas en el barrio y en 1956 Lincoln Park recibió fondos de renovación urbana para restaurar y renovar edificios antiguos y escuelas.
En 1968 ocurrió un violento enfrentamiento entre manifestantes y policías en Lincoln Park durante la semana de la Convención Nacional Demócrata de 1968.

Señalé que lo mejor para la ciudad era tenernos en Lincoln Park a diez millas de distancia del salón de convenciones. Dije que no teníamos intención de marchar en el salón de convenciones, que, particularmente, no pensaba que la política en Estados Unidos pudiera cambiarse con marchas y mítines, que lo que estábamos presentando era un estilo de vida alternativo, y esperábamos que la gente de Chicago vendría y se mezclaría en Lincoln Park y vería lo que estábamos haciendo.
Abbie Hoffman en el juicio a Chicago Seven (1969-1970).

En las décadas de 1950, 1960 y 1970, Lincoln Park se convirtió en el hogar de los primeros inmigrantes puertorriqueños en Chicago. José Cha Cha Jiménez  transformó a la pandilla local Young Lords en activistas de derechos humanos para los latinos y los pobres. Publicaron periódicos  y organizaron sentadas y tomas de instituciones e iglesias como el Hospital Grant, la Iglesia Metodista Unida de la avenida Armitage (luego rebautizada como Iglesia del Pueblo) y el Seminario Teológico McCormick. En 1969 miembros de Young Lords, residentes y activistas organizaron gigantescas manifestaciones y protestaron por el desplazamiento de puertorriqueños y pobres, incluida la demolición de edificios en la esquina de las calles Halsted y Armitage, ocupando el espacio y algunos edificios administrativos del Seminario Teológico McCormick. Hubo arrestos de activistas y hubo mártires, incluidos los asesinatos sin resolver del ministro Bruce Johnson, de la Iglesia Metodista Unida, y de su esposa, Eugenia Ransier Johnson, quienes eran firmes defensores de los pobres. Su historia está archivada en la Biblioteca John T. Richardson de la Universidad DePaul y en las colecciones especiales y archivos universitarios de la Universidad Estatal Grand Valley.
El 29 de junio de 2003 se produjo el colapso de un balcón durante una fiesta en el 713 de la avenida West Wrightwood. El desastre fue el más mortífero de su tipo en la historia de los Estados Unidos; trece personas murieron y 57 resultaron gravemente heridas.

## Área comunitaria
Los límites de Lincoln Park están definidos con precisión en la lista de áreas comunitarias oficiales de la ciudad. Limita al norte con la calle Diversey Parkway, al oeste con el río Chicago, al sur con la avenida North y al este con el lago Míchigan.
Las asociaciones de vecinos de Lincoln Park incluyen: Lincoln Central, Gold Coast, Mid-North, Old Town Triangle, Park West, Ranch Triangle, Sheffield y Wrightwood. Todos están afiliados a la Asociación de Conservación de Lincoln Park.
Entre los establecimientos educativos de la zona se encuentran Lincoln Park High School (pública), Francis W. Parker School (privada) y la Universidad DePaul (privada). Lincoln Park también alberga cinco iglesias de gran importancia arquitectónica: la iglesia de San Miguel en el área de Old Town Triangle, fundada en 1869; la parroquia San Vicente de Paul, fundada en 1875; la iglesia San Josafat, una de las muchas llamadas 'catedrales de estilo polaco' en Chicago, fundada en 1902; la iglesia de San Clemente, fundada en 1918, y la iglesia luterana St. James, que tiene también una escuela desde preescolar hasta octavo grado, fundada en 1870 con edificación de madera y de nuevo en 1916, esta vez resistente al fuego, después de haber salido indemne del Gran incendio de Chicago. Estos edificios monumentales se elevan sobre el vecindario haciéndose visibles desde cualquier punto, lo que le da al área gran parte de su encanto.
En 2007 la revista Forbes nombró al área delimitada por la avenida Armitage y las calles Willow, Burling y Orchard como el bloque más caro de Chicago.

## Parque Lincoln

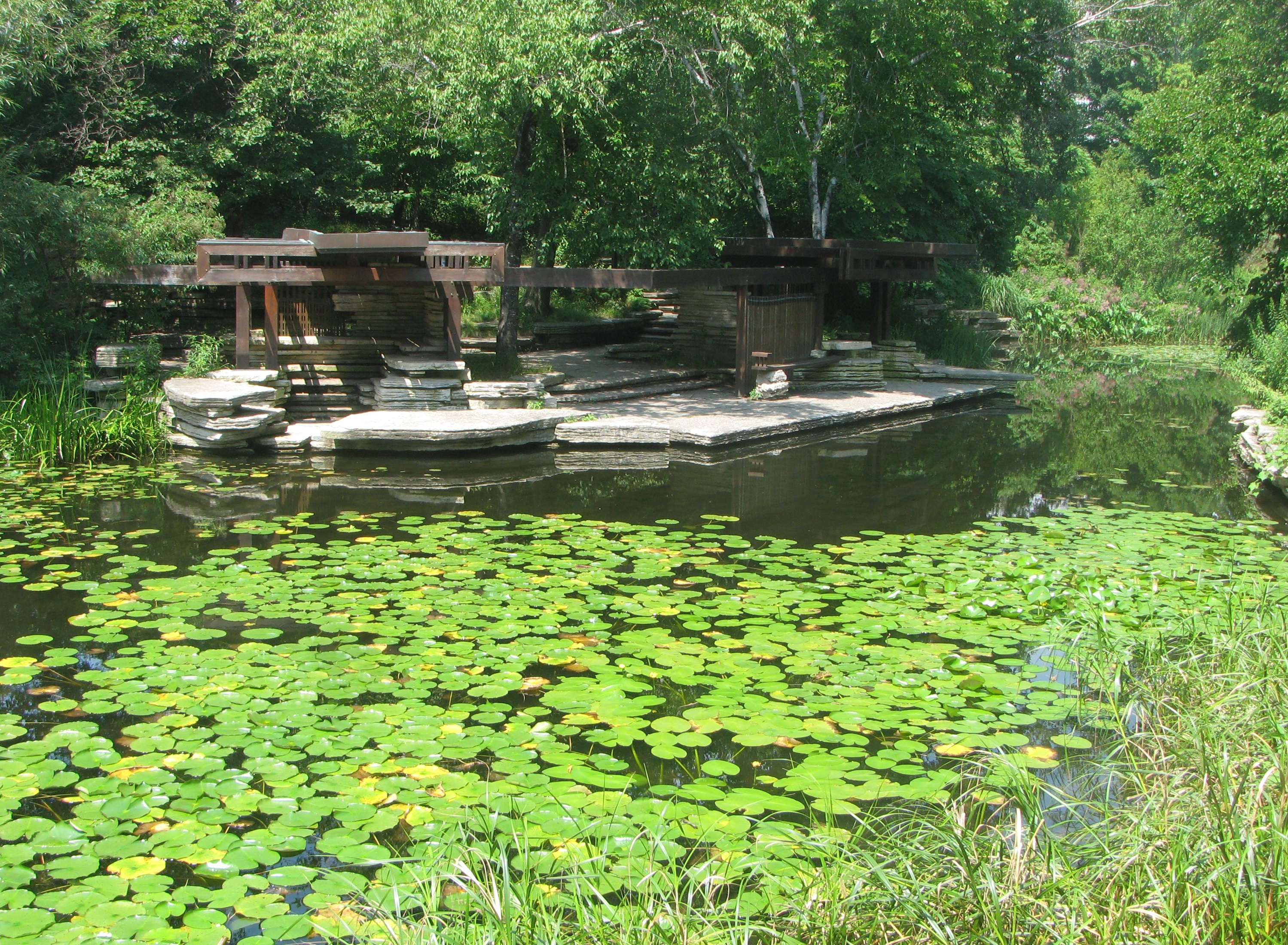
Estanque de lirios Alfred Caldwell (Alfred Caldwell Lily Pool).

El parque Lincoln, por el que se nombró al barrio, ahora se extiende más allá de sus límites. Se encuentra a lo largo del litoral del lago Míchigan, desde la playa Ohio Street del barrio de Streeterville, al sur, hasta la avenida West Ardmore del barrio Edgewater, al norte. La sección del parque adyacente al barrio contiene el zoológico Lincoln Park, el invernadero de Lincoln Park, un teatro al aire libre, un canal de remo, el Museo de Historia de Chicago, el Museo Natural Peggy Notebaert, el estanque de lirios Alfred Caldwell, el santuario de la Naturaleza North Pond, la playa North Avenue, pistas de juego y muchas estatuas, entre ellas, las de Ulysses S. Grant, Johann Wolfgang von Goethe, Abraham Lincoln, Hans Christian Andersen y Benjamin Franklin.